# Baron Wise
Baron Wise, of King’s Lynn in the County of Norfolk, ist ein erblicher britischer Adelstitel in der Peerage of the United Kingdom.

## Verleihung
Der Titel wurde am 24. Dezember 1951 für den Labour-Politiker Frederick Wise geschaffen. Er war seit 1945 Unterhausabgeordneter für den Wahlkreis King’s Lynn gewesen.
Heutiger Titelinhaber ist seit 2013 sein Enkel Christopher Wise als 3. Baron.

## Liste der Barone Wise (1951)
- Frederick Wise, 1. Baron Wise (1887–1968)
- John Wise, 2. Baron Wise (1923–2012)
- Christopher Wise, 3. Baron Wise (* 1949)

Titelerbe (Heir Apparent) ist der älteste Sohn des aktuellen Titelinhabers Thomas Wise (* 1989).